# Banato
Il Banato (in romeno Banat; in serbo Банат?, Banat; in tedesco Banat; in ungherese Bánság) è una regione storica e geografica dell'Europa centrale, oggi facente parte del territorio di Serbia, Romania e Ungheria. Capitale storica del Banato è Timișoara, oggi in Romania.
La regione è nettamente delimitata su tre lati da importanti fiumi: a nord il Mureș/Maros, a ovest il Tibisco e a sud il Danubio. Sul lato orientale il Banato confina con i Carpazi, che conferiscono al Banato romeno un aspetto collinoso, al contrario del Banato serbo che fa parte del bassopiano Pannonico.

## Etimologia
Il termine "banato" (termine modellato su altre entità politico-geografiche come emirato, califfato, sultanato, voivodato) designava una provincia di frontiera governata da un bano.
Nel Medioevo, nel Regno d'Ungheria vi erano numerosi banati, quali i banati di Dalmazia, di Slavonia, di Bosnia e Croazia, che scomparvero con le conquiste dei Veneziani e l'avanzata dell'Impero ottomano.
Quando si parla dei "banato" senza ulteriore specificazione, il termine indica oggi per antonomasia il banato di Temesvár (Timișoara), che occupava l'area della regione attuale: paradossalmente, il banato di Temesvár acquisì questo titolo in seguito al trattato di Passarowitz del 1718, pur non essendo mai stato governato da un bano.

## Storia
Nell'antichità il territorio faceva parte del regno della Dacia e, in seguito alle guerre di Traiano, entrò a far parte della provincia romana omonima. Il Banato medievale fu poi controllato dagli Avari e, a partire dal secolo V, dai Serbi, per poi diventare parte del Regno di Ungheria alcuni secoli dopo. Nel 1526 il Banato fu conquistato dai Turchi e durante questo periodo per breve tempo il re serbo Jovan Nenad riuscì a fondare un regno serbo indipendente che includeva la regione.
Con la pace di Passarowitz il Banato passò all'Impero austriaco col nome di Temescher Banat o Banato di Temesvár. Con l'introduzione del dualismo austro-ungarico (1867), il Banato fu assegnato al Regno d'Ungheria e suddiviso verticalmente in tre fasce di territorio, corrispondenti ai comitati di Torontál, Temes e Krassó-Szörény.
In seguito alla prima guerra mondiale il Trattato del Trianon del 4 giugno 1920 sancì la divisione del Banato tra la Romania (18.945 km²), il neonato Regno di Jugoslavia (9.307 km²) e l'Ungheria (217 km²). Fu allora che iniziò l'esodo della popolazione tedesca del Banato, dopo l'effimera esistenza della Repubblica del Banato.

## Suddivisione amministrativa
In Romania:
- Timiș
- Caraș-Severin (eccetto il comune di Băuțar con i villaggi componenti Bucova, Cornișoru e Preveciori)
- Arad (solo la parte che si trova a sud del Mureș)
- Mehedinți (solo la parte occidentale con i comuni di Dubova, con i suoi villaggi componenti Baia Nouă e Eibenthal, Orșova e Svinița)

In Serbia:
- Voivodina
  - Banato settentrionale (Severni Banat) (eccetto i comuni di Ada, Senta e Kanjiža, che si trovano ad ovest del Tibisco, nella regione storica della Bačka)
  - Banato centrale (Srednji Banat)
  - Banato meridionale (Južni Banat)
- Serbia centrale (solo un piccolo spazio nei dintorni di Belgrado, a nord del Danubio e ad ovest del Timiș, dove si trova il comune di Palilula) (Pančevački Rit)

In Ungheria:
- Komitat Csongrád (solo una piccola parte, che si trova a sud del Mureș e ad ovest del Tibisco)

## Popolazione
Fino al 1944 la popolazione del Banato (sia jugoslavo, sia romeno) costituiva una delle aree più eterogenee in Europa dal punto di vista etnico, e comprendeva principalmente Romeni, Serbi, Tedeschi ed Ungheresi, con altre residue minoranze tra cui Slovacchi, Ebrei, Rom, Bulgari, Ucraini ed Armeni.
Nel XVIII secolo - alla fine delle guerre con l'Impero ottomano - per decisione imperiale austriaca la regione venne ripopolata con coloni in prevalenza cattolici e provenienti in gran parte dall'area germanica. Pur essendo chiamati "Svevi del Banato" (Banater Schwaben), tali popolazioni provenivano da aree differenti dei paesi di lingua tedesca e non soltanto dalla Svevia, ma anche da Palatinato, Assia, Baviera, Austria Superiore e Inferiore e Alsazia. I tedeschi si stabilirono soprattutto nel Banato orientale, dove molti villaggi e città erano a maggioranza tedesca; nello stesso capoluogo Timișoara i tedeschi costituivano, fino alla seconda guerra mondiale, il gruppo etnico più numeroso.
In conseguenza dell'occupazione da parte delle forze armate tedesche e delle loro atrocità contro la popolazione serba nella seconda guerra mondiale, la minoranza tedesca nel Banato occidentale serbo (358.604 persone nella Vojvodina secondo il censimento del 1931, Svevi del Danubio) è quasi completamente scomparsa immediatamente dopo la guerra attraverso fughe, deportazioni nei lavori forzati russi, omicidi, espulsioni e migrazioni. Il Banato romeno fu ampiamente risparmiato da questo. Anche qui seguì una (transitoria) privazione dei diritti ed una totale espropriazione ai danni della minoranza tedesca e la temporanea deportazione di quasi tutti i tedeschi di età idonea al lavoro nell'Unione Sovietica. Ma a differenza del Banato occidentale, allora jugoslavo, oggi serbo, qui non verificò una pulizia etnica con deportazione sistematica. Così gli Svevi del Banato in Romania poterono conservare in diversa misura la loro identità ed i loro beni. Solo le grandi ondate delle espulsioni degli anni 1960 e 1980 fecero ritornare il numero dei tedeschi del Banato ad una minoranza infinitamente piccola, per quanto ancora oggi, soprattutto nei dintorni di Timișoara, nomi di luogo come Altringen, Bethausen, Gottlob, Johanisfeld, Lenauheim, Liebling, Nitzkydorf o Gherman richiamino l'attenzione sulla passata presenza tedesca della regione.
La convivenza tra i gruppi della popolazione è tradizionalmente buona. I conflitti etnici del passato si sono da tempo smorzati. Nel Banato serbo i tedeschi dopo la seconda guerra mondiale furono sostituiti da Montenegrini, Bosniaci e Serbi provenienti dalla Serbia centrale. Negli anni novanta si aggiunsero ancora profughi serbi dalla Croazia, dalla Bosnia ed Erzegovina e dal Kosovo. Nel Banato romeno al posto dei tedeschi sono subentrati numerosi coloni da altre parti della Romania, prevalentemente Romeni, ma anche Ungheresi (cosiddetti Siculi di Transilvania) e Rom. Ciò nonostante, nel Banato romeno non è stato sinora possibile coprire la scarsità della popolazione (causata dall'esodo dei tedeschi).
Per un abitante del Banato anche oggi non è insolito padroneggiare due o tre lingue. Molti prestiti linguistici, inoltre, sono stati scambiati localmente tra le lingue. Così, ad esempio, nella cerchia della città di Lugoj (ted. Lugosch, ungh. Lugos) non è inconsueto, nell'uso linguistico quotidiano, adoperare la parola Bigleis al posto di Bügeleisen (in ted., "ferro da stiro").
La scrittrice di lingua tedesca Herta Müller, che è nata nel Banato, e più precisamente a Nichidorf, da genitori tedeschi, ha raccontato nei suoi romanzi le vicende delle popolazioni tedesche abitanti in Romania costrette all'esilio dal regime comunista di Nicolae Ceaușescu. La scrittrice, Premio Nobel per la Letteratura, è scappata in Germania nel 1987.

## Simboli
Il simbolo araldico tradizionale del Banato è un leone, che compare oggi sia nello stemma della Romania che in quello della Voivodina.

## Principali città
Le maggiori città del Banato sono:
Romania:
- - Timișoara (ted. Temeswar o meglio Temeschburg, ungh. Temesvár)
  - Reșița (ted. Reschitz, ungh. Resicabánya)
  - Lugoj (ted. Lugosch, ungh. Lugos)
  - Caransebeș (ted. Karansebesch, ungh. Karánsebes)

Serbia (Vojvodina):
- - Zrenjanin ted. Groß-Betschkerek, ungh. Nagybecskerek, rum. Becicherecul Mare)
  - Pančevo (ted. Pantschowa, ungh. Pancsova, rum. Panciova)
  - Kikinda (ted. Großkikinda, ungh. Nagykikinda, rum. Chichinda Mare)
  - Vršac (ted. Werschetz, ungh. Versec, rum. Vârșeț)

Altre città, che storicamente non fanno parte del Banato, nel corso del XX secolo si sono estese in questa regione, così che oggi alcune loro parti si trovano nel Banato storico: Arad (Aradu Nou, ted. Neuarad), Belgrado (Palilula) e Seghedino (ted. Szegedin) (Újszeged).

## Galleria d'immagini

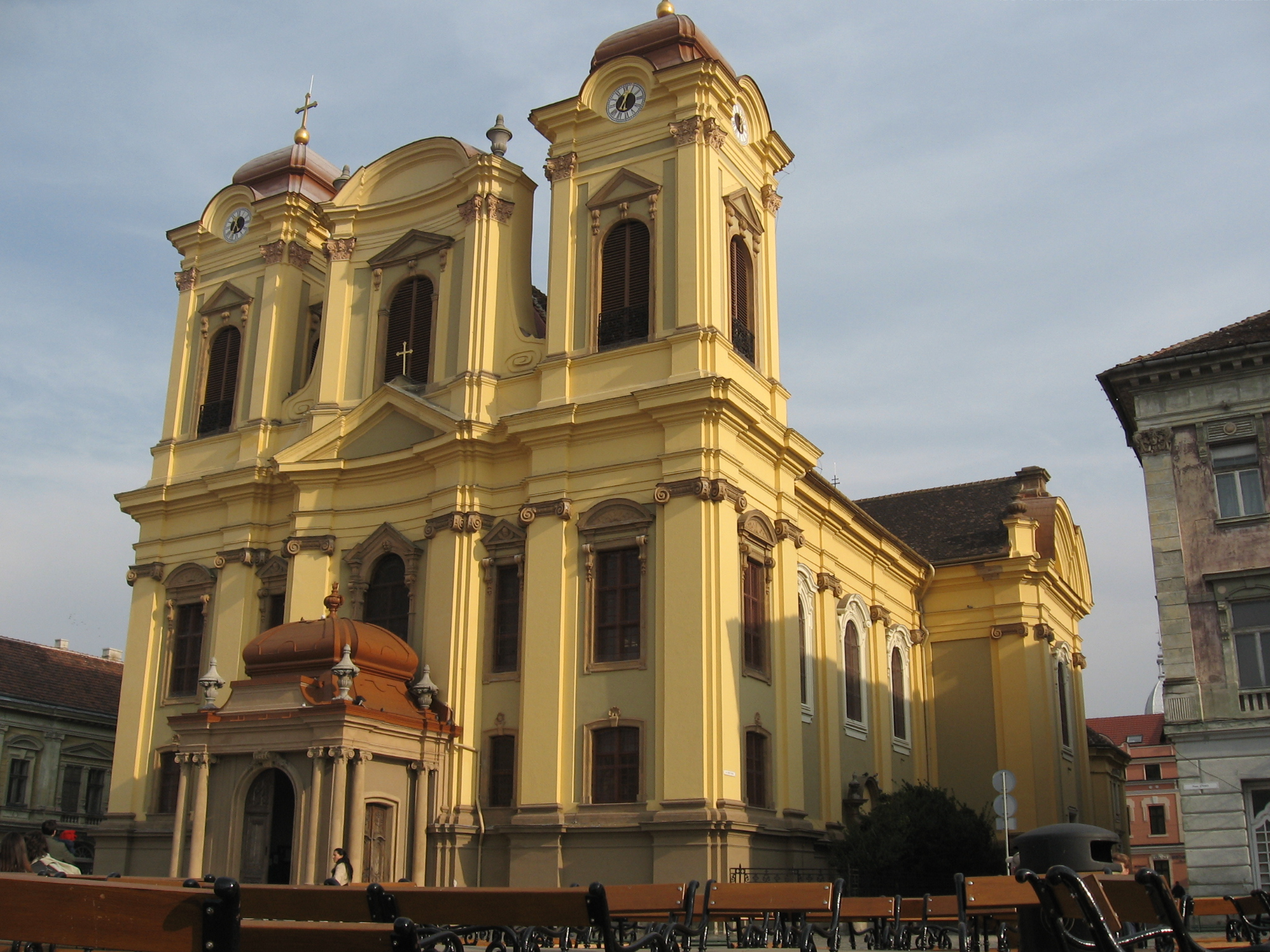
Timișoara, Romania, la cattedrale cattolica
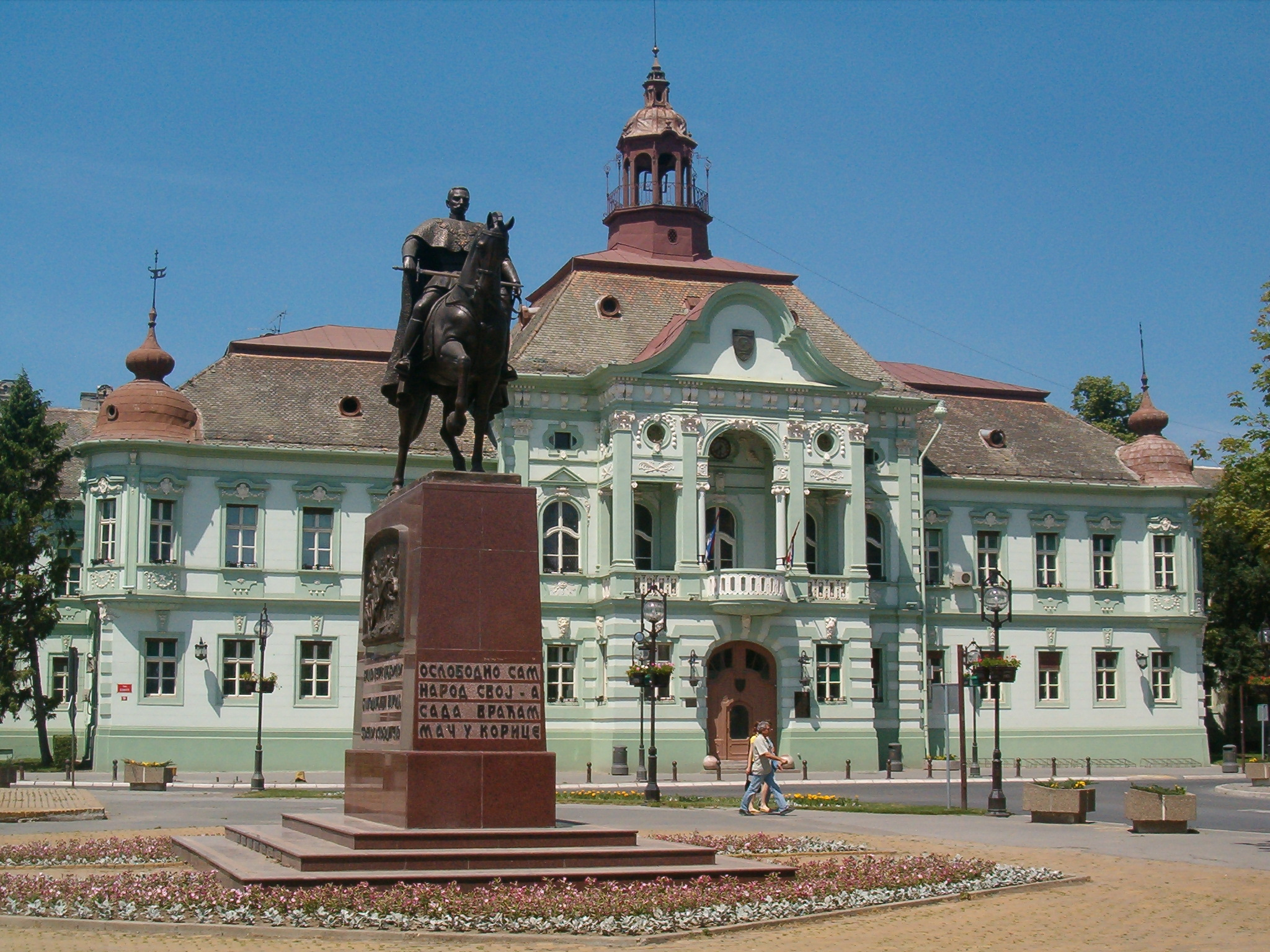
Zrenjanin, Serbia, municipio e monumento di re Pietro I di Serbia
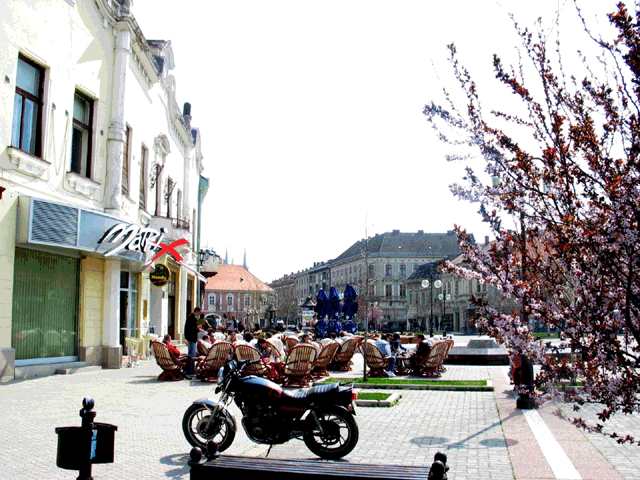
Vršac, Serbia
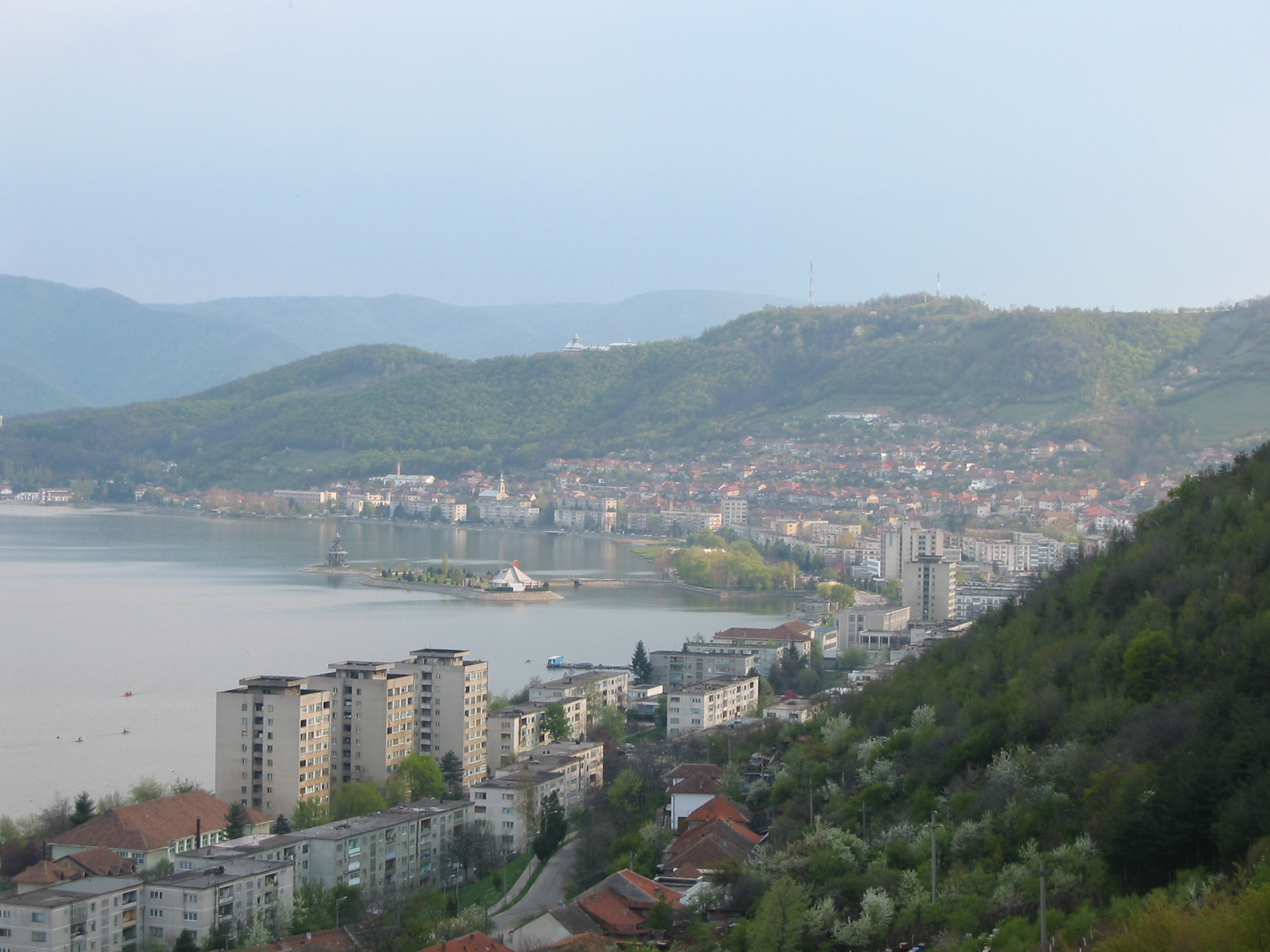
Orșova, Romania
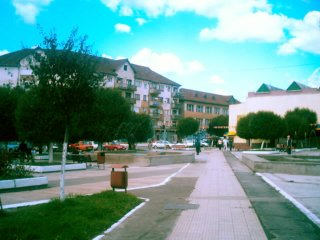
Oțelu Roșu, Romania, centro della città
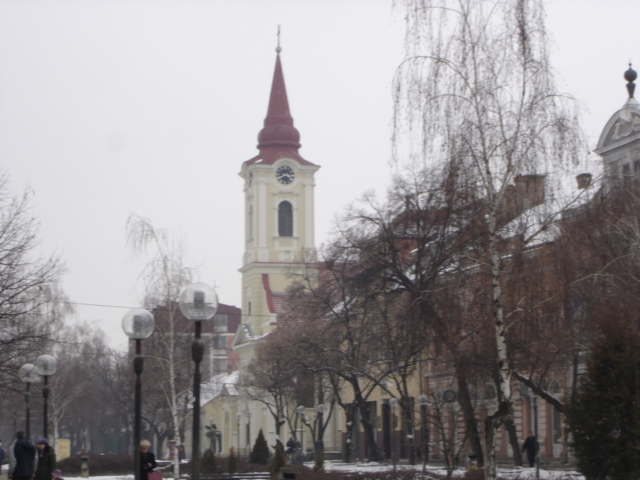
Kikinda, Serbia
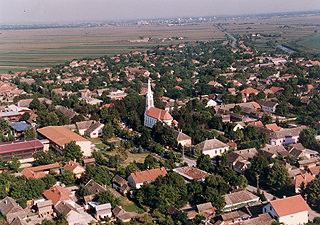
Skorenovac, Serbia
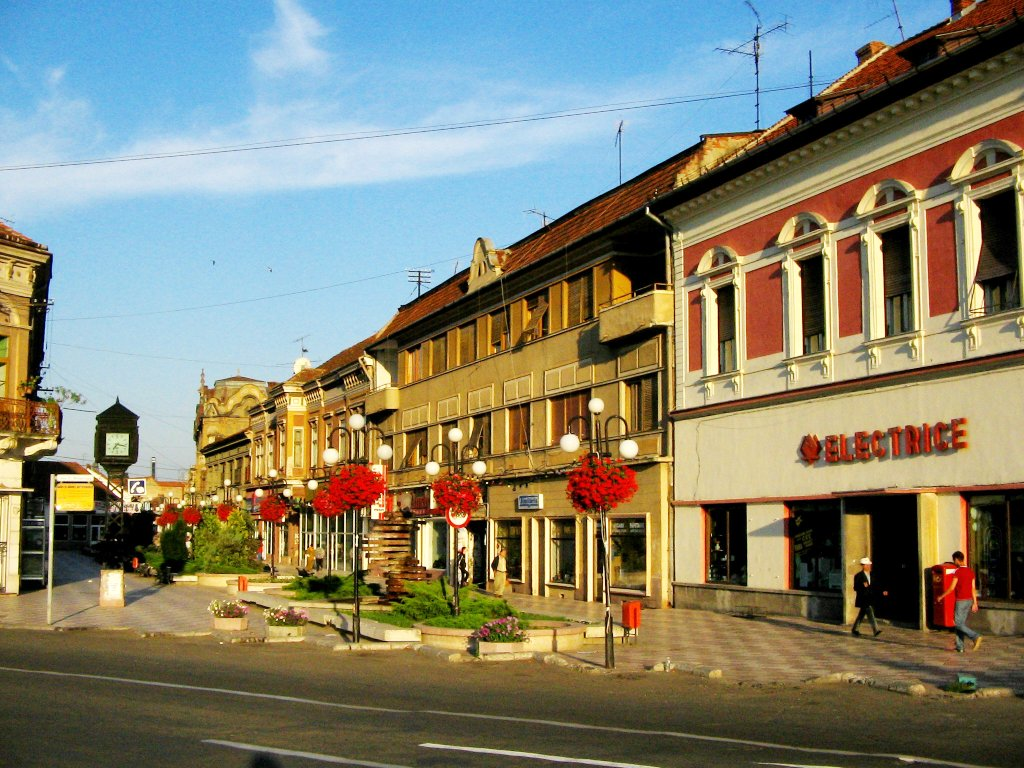
Lugoj, Romania
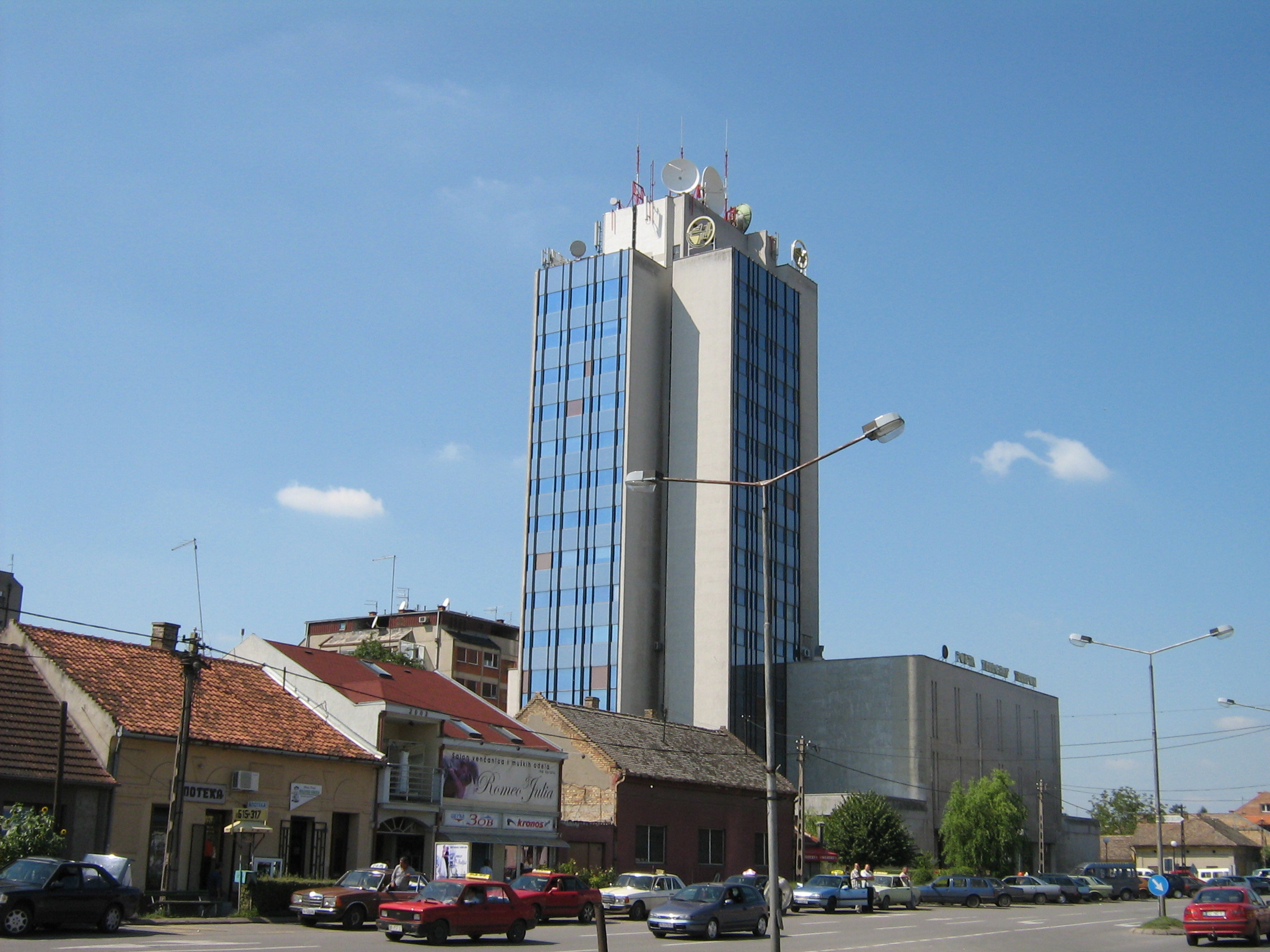
Pančevo, Serbia
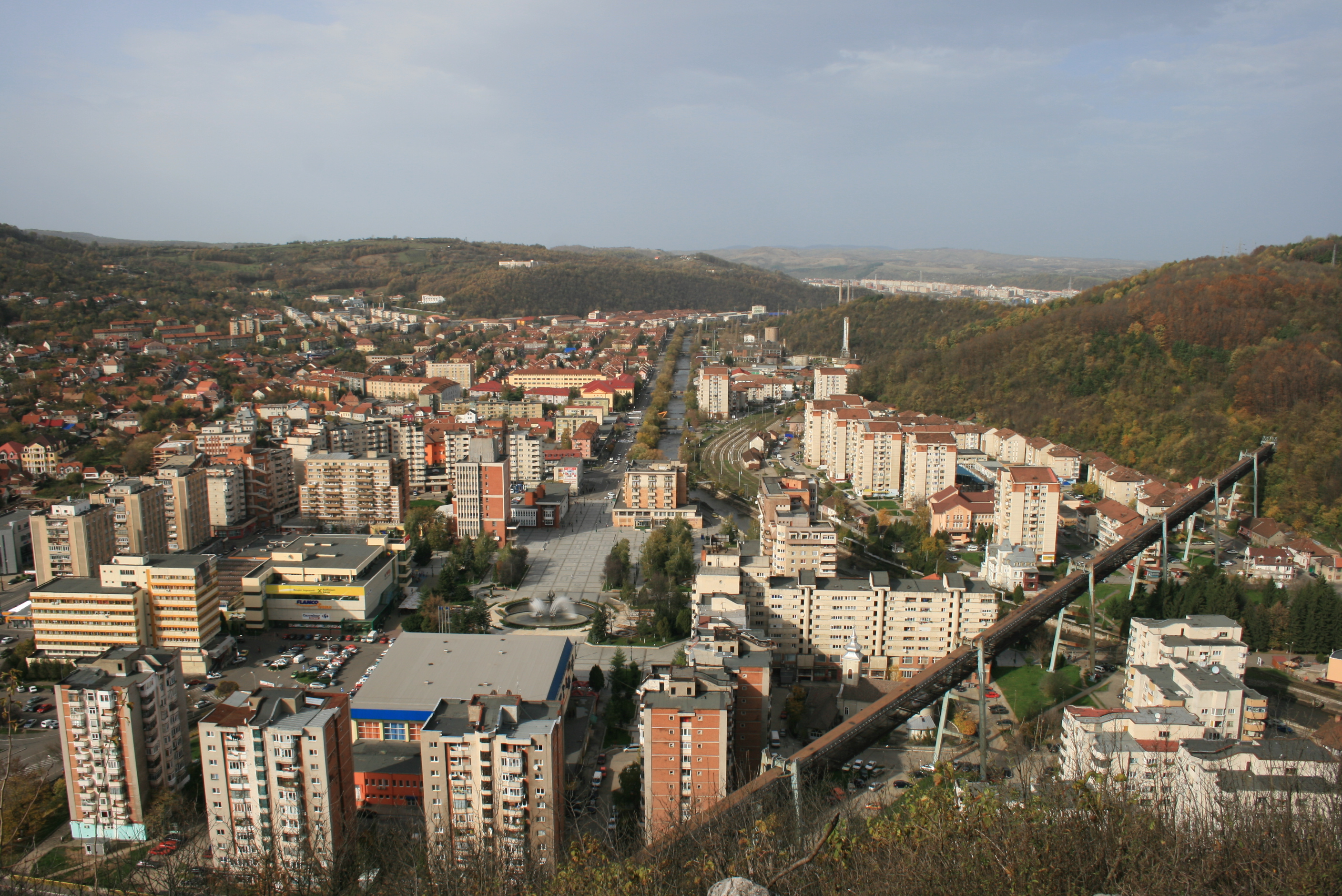
Reșița, Romania